# Hilarographa ceramopa
Hilarographa ceramopa es una especie de polilla de la familia Tortricidae.
Fue descrita científicamente por Meyrick en 1920.